# Felix de Avelar Brotero
Felix de Avelar Brotero (Santo Antão do Tojal, Loures, 1744-Belém, Lisbonne, 1828) est un scientifique, médecin et botaniste portugais.

## Biographie
Né en 1744 à Santo Antão do Tojal, près de Lisbonne, il entreprend des études de médecine en France, à Reims. En 1788, il se réfugie en France pour échapper à l'Inquisition. Pendant les deux ans que dure son séjour, il publie en langue portugaise un Compendio da Botanica afin de gagner sa vie. L'ouvrage, innovant, lui donne une immédiate notoriété comme botaniste.
De retour au Portugal en 1790, il obtient l'année suivante la chaire de botanique et d'agriculture à l'Université de Coïmbre. Nommé Directeur des Jardins Botaniques, il agrandit et perfectionne le Jardin botanique de Coimbra et celui d'Ajuda à Lisbonne. Dans le même temps, il étudie toutes les plantes du monde, notamment des plantes tropicales comme le thé. Ses deux œuvres les plus célèbres sont sa Flora lusitanica (1804) et sa Phytographia Lusitaniae selectior (1816-1827), qui sont les premières descriptions détaillées de la flore portugaise , dont il révèle et analyse des espèces jusqu'alors inconnues. Dans sa Flora lusitanica, analyse de 1800 espèces, il latinise son nom comme Broterus.
Prenant part aux évènements de la Révolution libérale de 1820, il est élu député des Cortes constituantes pour la région de l'Estremadure. Après avoir assisté aux travaux législatifs pendant quatre mois, il demande son retrait des débats, qui lui est concédé.
À 83 ans, il publie un mémoire sur la désertification des îles du Cap Vert, un traité sur la patate douce et un autre sur les arbres résineux. La Société scientifique Broteriana, fondée en son honneur, acquiert par la suite une grande importance dans le développement de la botanique au Portugal.

## Hommage
- Le botaniste et médecin allemand Kurt Sprengel (1766-1833) lui a dédié le genre Brotera de la famille des Compositae. Boissier et Reuter lui ont dédié la pivoine du Portugal Paeonia broteri
- La revue de sciences naturelles des Jésuites portugais, fondée en 1902, fut appelée Brotéria en son honneur.

## Principaux ouvrages

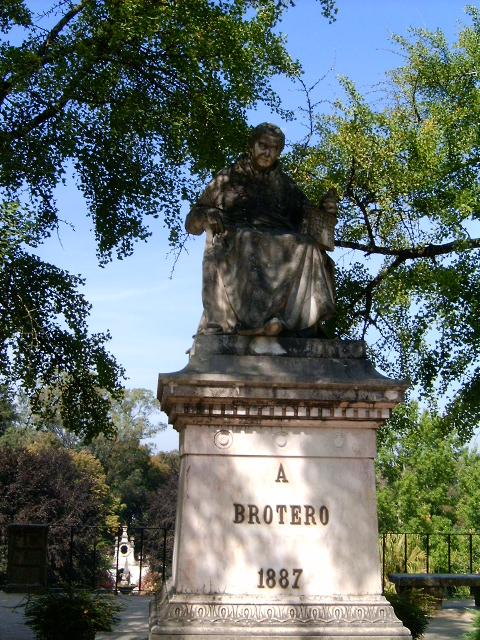
Felix de Avelar Brotero

- Felix de Avelar BroteroPrincipios de agricultura philosophica. Coimbra: Imp. da Universidade, 1793.
- Flora Lusitanica: seu plantarum, quae in Lusitania vel sponte crescunt: vel frequentuns colunter, ex florum praesertim sexuleus systematic distributarum: synopsis. Olissipone: Ex Typogr. Regia, 1804. 2 vols.
- Phytographia Lusitaniae selectior..., seu Novarum, rariorum, et aliarum minus cognitarum stirpium, quae in Lusitania sponte' veniunt, ejusdemque floram spectant, descriptiones iconibus illustratae. Olisipone: Typographia Regia, 1816-27. 2 tomos.
- Histórial Natural dos Pinheiros, Larices e Abetos, Lx, 1827 (segundo CML Baeta Neves)
- Compêndio de botânica: addicionado e posto em harmonia com os contrecimentos actuaes desta sciencia, segundo os botanicos mais celebres, como Mirbel, De Candolle, Richard, Lecoq, e outros, por Antonio Albino da Fonseca Benevides. Lisboa: Typ. Academia Real das Sciencias 1837-1839. 2 vols.